# Hakainde Hichilema
Hakainde Hichilema (Monze, Észak-Rhodézia, 1962. június 4. –) zambiai közgazdász, politikus, 2021-től az ország elnöke.

## Életpályája
1962-ben született, egy szegény szarvasmarha-tenyésztő családban, az egykori brit gyarmat (Észak-Rhodézia) kisvárosában, a Lusakától 180 km-re délnyugatra fekvő Monze városkában. 1986-ban közgazdaságtanból és vállalatirányításból szerzett diplomát, majd a Birminghami Egyetemen mesterfokozatot szerzett vállalatirányításból. Zambiába visszatérve a Coopers and Lybrand vállalatnál helyezkedett el, majd pedig a PricewaterhouseCoopers és Grant Thorntonnál dolgozott. Később vállalkozói karrierbe kezdett – dollármilliókat keresve –, először az ingatlanpiacon, majd olyan különböző területeken, mint az idegenforgalom, az orvostudomány és az állattenyésztés.
2006 óta próbálkozott az elnöki poszt megszerzésével, öt elnökválasztást veszített el – azonban minden egyes alkalommal növelni tudta a voksai számát –, míg végül a 2021. augusztus 12-ei megmérettetésen, az általa vezetett Egyesült Párt a Nemzeti Fejlődésért (UNDP) színeiben diadalmat aratott, úgy hogy a közel ötmillió leadott szavazatból egymillióval kapott többet, mint ellenfele, az elnöki székből távozó Edgar Lungu. Politikai pályafutása során 15 alkalommal vették őrizetbe, 2017 tavaszán pedig négy hónapra be is börtönözték.
Elnöki beiktatására augusztus 24-én került sor.